# 隆德里納

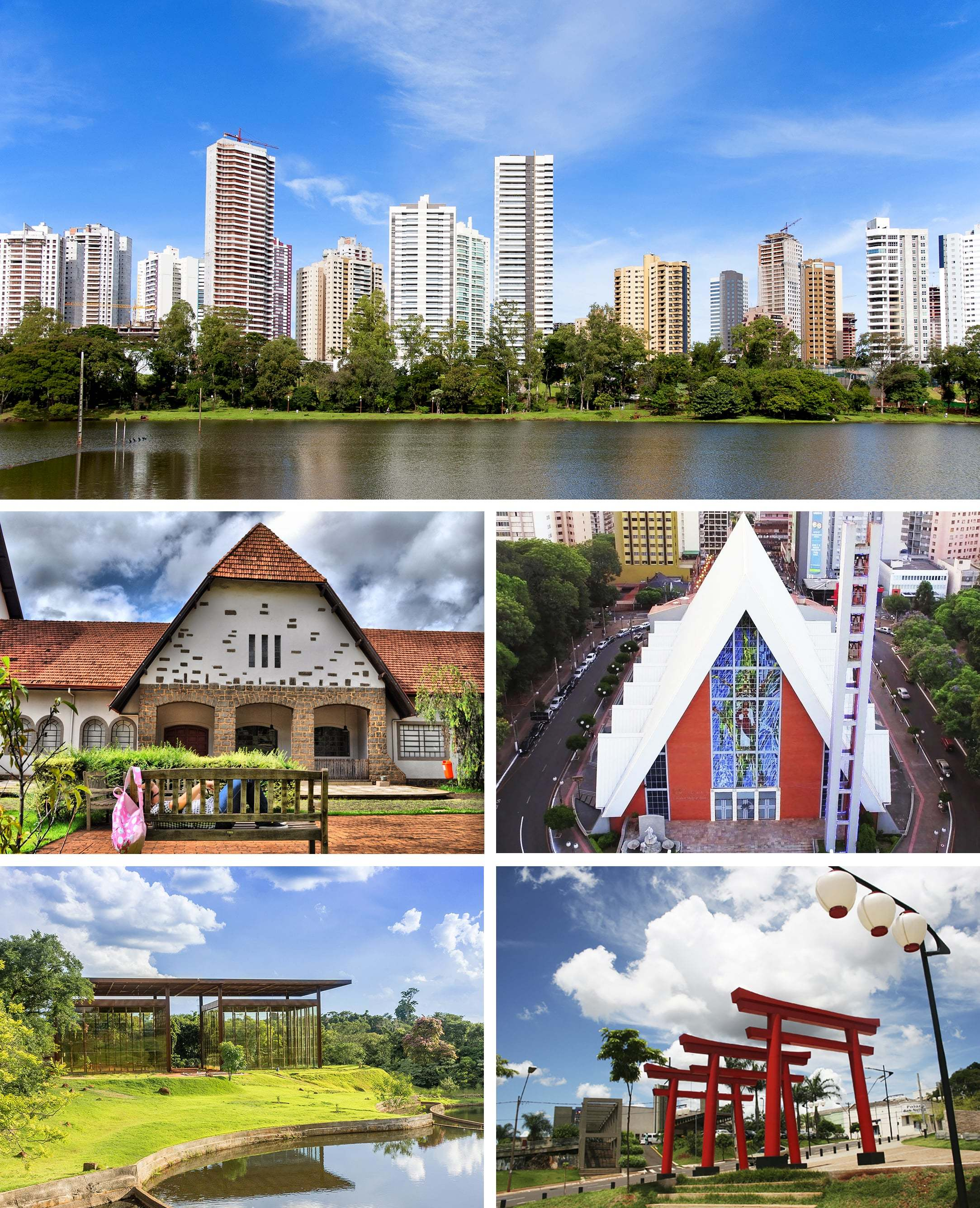
隆德里納

隆德里納（葡萄牙語：Londrina）是巴西的城市，位於該國南部，距離首府庫里奇巴369公里，由巴拉那州負責管轄，始建於1934年12月10日，面積1,650平方公里，海拔高度610米，受亞熱帶氣候影響，每年平均降雨量1,588毫米，2010年人口506,645。

## 外部連結
- Official website （葡萄牙文）
- Official homepage （英文）